# Xã Orleans, Quận Winneshiek, Iowa
Xã Orleans (tiếng Anh: Orleans Township) là một xã thuộc quận Winneshiek, tiểu bang Iowa, Hoa Kỳ. Năm 2010, dân số của xã này là 289 người.